# Nils-Göran Larsson

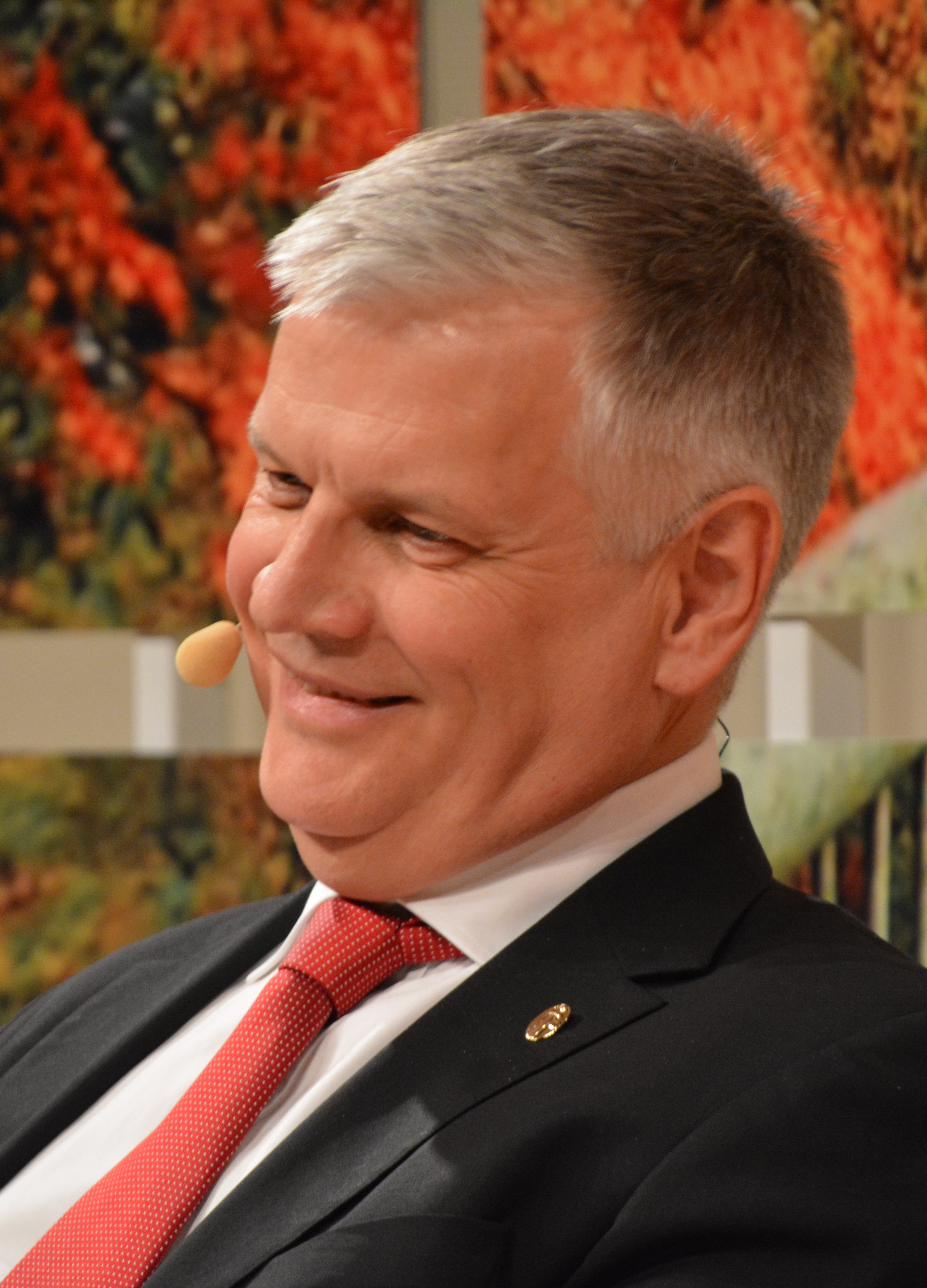
Nils-Göran Larsson

Nils-Göran Larsson, född den 13 oktober 1959, är en svensk läkare och medicinsk forskare.
Larsson avlade läkarexamen 1984, blev legitimerad läkare 1990 och disputerade 1992 för medicine doktorsexamen vid Göteborgs universitet . Efter specialistexamen i pediatrik 1994 var han verksam som Howard Hughes Medical Institute Physician Postdoctoral Fellow vid Stanford University under perioden 1994–1997. Larsson blev Assistant Professor vid Karolinska Institutet 1997 och utnämndes 2002 till professor i mitokondriell genetik vid samma lärosäte. Åren 2008–2015 var han chef för Max-Planck-Institut für Biologie des Alterns i Köln. 2016–2018 var han prefekt vid institutionen för medicinsk biokemi och biofysik vid Karolinska Institutet. 
Larssons forskningsområde rör cellens kraftverk, mitokondrierna, och hur dessa styr människans energiproduktion, med fokus på nedärvning och reglering av mitokondriellt DNA. Han har ett särskilt intresse för hur nedsatt mitokondriefunktion orsakar ärftliga sjukdomar, åldersrelaterade sjukdomar och åldrande hos människan. Larsson är kliniskt verksam som överläkare vid Karolinska universitetssjukhuset.
Larsson är ledamot av Kungliga Vetenskapsakademien sedan 2006  och medlem av European Molecular Biology Organization (EMBO) sedan 2012. Han är vidare medlem i Nobelförsamlingen vid Karolinska Institutet sedan 2004 och i Nobelkommittén för medicin eller fysiologi, där han sedan 2019 är vice ordförande.